# Cornelis Johannes van Houten
Cornelis Johannes van Houten (Hága, 1920. február 18. – Hága, 2002. augusztus 24.) holland csillagász, néha Kees van Houtennek is nevezték.
Hágában született, és szinte a teljes pályafutását a Leideni Egyetemen töltötte egy rövid időtől eltekintve (1954–1956), amikor kutatóasszisztensként dolgozott a Yerkes Obszervatóriumban. Egyetemi diplomáját 1940-ben szerezte, de a második világháború miatt megszakította tanulmányait, és csak 1961-ben doktorált (az extragalaktikus ködök felszíni fotometriájából).
Csillagásztársát, Ingrid Groeneveldet vette feleségül, és együtt kezdtek érdeklődni a kisbolygók után. Egy fiuk született, Karel.
Tom Gehrelsszel és Ingriddel trióban dolgoztak, de alkalmanként Bernhard Schmidt is csatlakozott hozzájuk. Gehrels a Palomar Obszervatórium 122 cm-es távcsövével felvételeket készített a csillagos égről, amelyeket a Van Houten házaspárnak továbbította a Leiden Obszervatóriumba, akik új kisbolygókat kerestek rajtuk. Hármójuk munkájának több ezer kisbolygó felfedezése köszönhető.